# HEAVEN (中村由真の曲)
HEAVEN（ヘヴン）は、日本の女性歌手、中村由真の10枚目のシングル。

## 解説
- バップ移籍後初のアルバムとなった『Growin'』（1989年7月発売）で全曲の編曲を担当した鷺巣詩郎がシングルで初めて編曲を担当した。
- 長らくアルバム未収録作品であったが、表題曲は2011年にはじめてアルバム収録となった。

## 収録曲
1. HEAVEN
作詞：吉元由美　作曲：朝倉紀幸　編曲：鷺巣詩郎
2. ON THE ROAD
作詞：井上輝彦　作曲：川上明彦　編曲：鷺巣詩郎

## 収録アルバム
- 中村由真ゴールデン☆ベスト ～バップ・イヤーズ～（2011年、バップ）